# Leuven University Press
La Leuven University Press (en neerlandés: Universitaire Pers Leuven) es una editorial universitaria con sede en Lovaina, Bélgica. Fue establecida en 1971 en asociación con la Universidad KU Leuven. Publica unos 50 libros al año, la mitad en holandés y la otra mitad en diversos idiomas como el inglés, francés, alemán e italiano combinados. Las publicaciones de la editora están relacionadas con la música, el arte, la arquitectura, los medios y cultura visual, la literatura, la historia, la arqueología, la filosofía, la sociedad, y el género y diversidad, escritos para una audiencia académica y sujetos a revisión por pares.

## Series
Entre las series publicadas por la universidad, destacan las siguientes:
- Asuntos de China
- Bibliotheca Latinitatis Novae
- Civitas
- Collectie Historia Belgica
- DiGeSt. Revista de estudios de diversidad y género
- Dinámica de la reforma religiosa
- Escritos recopilados del Orpheus Institute
- Estudios de cómic y novela gráfica europeos
- Estudios de Historia Social y Económica
- Estudios de migración e interculturalidad del CEMIT
- Estudios del Consejo Europeo
- Estudios en ciencia arqueológica
- Estudios ICAG
- Figuras del inconsciente
- Filosofía antigua y medieval - Series 1, 2 y 3
- HEROM - Revista de cultura material helenística y romana
- Humanistica Lovaniensia - Revista de estudios neolatinos
- Jean-Francois Lyotard. Escritos sobre arte y artistas contemporáneos
- KADOC Artes
- KADOC Estudios
- KADOC Estudios sobre religión, cultura y sociedad
- Lovaniensia
- Mediaevalia Lovaniensia
- Monografías de la prehistoria egipcia
- Operatheek
- Perspectivas transdisciplinarias
- Plutarchea Hypomnemata
- Problemas actuales en el Islam
- Sagalassos
- Serie Lieven Gevaert
- Serie Orpheus Institute
- Sociedad, crimen y justicia penal
- Studia Anthropologica
- Studia Paedagogica
- Supplementa Humanistica Lovaniensia
- Teoría y análisis musical (MTA)
- Traducción, interpretación y transferencia
- TSEG - La Revista de Historia Social y Económica de los Países Bajos